# Emmanuel Robert-Espalieu
Œuvres principales
- "Les poissons ne meurent pas d’apnée" (2008)
- "Riviera" (2012)
- "C’était quand la dernière fois" (2018)
- "Louise au parapluie" (2020)
- "Fleur de sang" (2021)
- "Monsieur de Paris" (2023)

Emmanuel Robert-Espalieu est né le 1er juillet 1970 à Suresnes dans les Hauts-de-Seine.
Après une carrière comme photographe et réalisateur, il se consacre désormais à l’écriture et la mise en scène de pièces de théâtre, ainsi qu’à l’écriture de romans.

## Biographie
Alors qu’il fait des études de sciences économiques (maîtrise et DESS gestion des affaires culturelles), sa passion pour la photographie prend le dessus dans ses envies professionnelles.
C’est en 1992 que son ami comédien Christian Jolibois lui propose de le rejoindre au festival d’Avignon pour photographier son spectacle. Le reportage sur le spectacle de rue qu’il effectuera est remarqué par le directeur du festival IN, qui lui donne une carte d’accès aux coulisses l’année suivante.
En 1993, il finit son DESS et part couvrir les coulisses du festival IN en photos noir et blanc. À cette occasion, il rencontre les metteurs en scène qui le feront travailler par la suite, notamment Jorge Lavelli (théâtre national de la colline), et Jacques Lassalle (comédie française). Il y revient les années suivantes, et collabore avec Jérôme Deschamps et Macha Makeïeff et Marcel Maréchal (théâtre du rond-point).
En parallèle il rencontre Edwige Feuillère qui lui permet de proposer son travail sur les coulisses aux théâtres privés parisiens tels que le théâtre de l’Atelier, la Comédie des Champs-Elysées ou le théâtre Montparnasse. Il aura l’occasion de collaborer par la suite avec des personnalités telles que Jean-Louis Trintignant, Marie Trintignant, Lambert Wilson, Harold Pinter, Michel Aumont, Pierre Arditi, Michel Bouquet, Philippe Noiret, Bertrand Blier, Michel Fagadau ou Claude Brasseur, entre autres.
En 1995, il devient portraitiste d’écrivains et travaille notamment pour les éditions Odile Jacob, Albin Michel et Robert Laffont. Son travail est diffusé par l’agence Opale.
À partir de 1997, ses images de personnalités du cinéma et du théâtre sont diffusées par l’agence Starface. Il développe dès lors son travail de portraitiste pour la presse (Figaro Magazine, Gala, Paris Match).
En parallèle, il est motivé par l’envie de mettre en scène et commence à écrire des scénarios de court métrage. Il tourne «Les 4 saisons» en 2000, «Le cri» avec Bernard Campan en 2002, et la publicité pour le printemps du cinéma en 2003 avec Miou-Miou, Jean Dujardin et François Berléand.
En 2003, il écrit sa première pièce. Depuis lors, il a écrit une quinzaine de pièces dont 12 ont déjà été jouées.
En 2019, il arrête définitivement la photographie pour ne se consacrer qu’à l’écriture et à la mise en scène de théâtre. Ses pièces sont jouées en France mais aussi à l'étranger, notamment en Autriche, Australie, Belgique, Allemagne, Espagne, Italie, Corée-du-Sud, Turquie, et Japon, entre autres. 
En 2020, il sort son premier roman « Fleur de sang » aux éditions Michel Lafon, puis « Monsieur de Paris » chez le même éditeur en 2022. Les deux opus sont désormais disponibles en format poche chez Pocket. Son troisième roman, « La lettre bleue », est sorti chez Fayard en 2024.

## Œuvres

### Romans
- 2012 : Riviera (L'Avant-scène théâtre)
- 2021 : Fleur de sang (Michel Lafon)
- 2023 : Fleur de sang (Pocket)
- 2023 : Monsieur de Paris (Michel Lafon)
- 2023 : Le sacrifice des lions, (Michel Lafon) de Dorothée Chesnot, direction éditoriale et collaboration d’écriture.
- 2024 : Monsieur de Paris (Pocket)
- 2024 : La Lettre bleue (Fayard)

### Pièces de théâtre
- 2004 : « La lettre bleue », festival de Grignan.
- 2006 : « Fume cette cigarette », festival de Grignan.
- 2006 : « Le voyage de l’Orange », théâtre municipal d’Ankara, Turquie, m.e.s de l’auteur.
- 2008 : « Les poissons ne meurent pas d’apnée », théâtre Marigny (Popesco), m.e.s Ch. Lidon, avec Tom Novembre et Roland Marchisio.
- 2008 : « Courbet l’enragé », festival de Grignan, m.e.s Jl Revol, avec Michel Fau et Sarah Giraudeau.
- 2008 : « That », Darling Hurst theater, Sydney, Australie, m.e.s de l’auteur.
- 2010 : « 9 mois en 3 jours », écriture et improvisations pour 20 comédiens au théâtre de l’Atelier, m.e.s A. Setbon et B. Banon.
- 2011 : « Fume cette cigarette », théâtre des Mathurins, m.e.s E. Molinaro.
- 2012 : « Riviera », théâtre du Chêne Noir, Avignon, m.e.s G. Gélas, avec Myriam Boyer.
- 2012 : « Fume cette cigarette », Séoul, Corée du sud.
- 2013 : « Riviera », Théâtre Montparnasse, m.e.s G. Gélas avec Myriam Boyer.
- 2014 : « Un jour c’était la nuit », Festival d’Avignon, m.e.s C. Marchal, avec P. Lelièvre et S. Mounicot.
- 2016 : « Riviera », Théâtre national d'Antalya, Turquie, répertoire.
- 2014 : « Les poissons ne meurent pas d’apnée », Théâtre Central de Budapest, Hongrie.
- 2015 : « Hypersensible », Théâtre du Petit St Martin, m.e.s C. Templon, avec Axelle Laffont.
- 2017 : « Chinchilla », Théâtre des feux de la rampe, m.e.s B. Banon.
- 2018 : « C’était quand la dernière fois ?», Théâtre Tristan Bernard, m.e.s J. Boyé, avec Virginie Hocq et Zinedine Soualem.
- 2019 : « Louise au parapluie », Festival d’Avignon, théâtre des Gémeaux, m.e.s de l’auteur, avec Myriam Boyer.
- 2019 : « Louise au parapluie », théâtre du Gymnase-Marie Bell, m.e.s de l’auteur, avec Myriam Boyer.
- 2019 : « C’était quand la dernière fois ? », Schlosstheater, Augustusburg, Allemagne, m.e.s et avec Ana Silke Röder et Andreas Unglaub.
- 2019 : « C’était quand la dernière fois ?», tournée France, Belgique.
- 2020 : « Des pivoines du Japon », festival mises en capsule, m.e.s Fabio Mara, avec Marion Christmann et Gaël Cottat.
- 2023 : « Paradis », Oval Theater, Salzburg, Autriche, m.e.s Gérard Es, Daniela Enzi et Alexander Lughofer.
- 2023 : «Les poissons ne meurent pas d’apnée », théâtre de Sens, m.e.s de l’auteur avec Christophe Lemoine et Vincent Pailler.
- 2024 : « C’était quand la dernière fois ? », Vienne, Autriche, m.e.s Hannes Pendl, avec Nina Hartmann et Martin Leutgeb.
- 2024 : « Des pivoines du Japon », La Scala, Festival d'Avignon, m.e.s Fabio Mara, avec Marion Christmann et Gaël Cottat.
- 2025 : « Les poissons ne meurent pas d'apnée », théâtre des Béliers Avignon, m.e.s de l'auteur avec Christophe Lemoine et Vincent Pailler.
- 2025 : « L'amour à la menthe », théâtre de l'Oriflamme Festival d'Avignon, m.e.s Anouche Setbon, avec Thierry Beccaro.
- 2025 : « Ken », Théâtre Actuel Festival d'Avignon, m.e.s Virginie Lemoine, avec Corinne Touzet.

### Editions théâtrales
- 2012 : « Riviera », éditions L'Avant-scène (théâtre).
- 2024 : « Des pivoines du Japon », Éditions Les Cygnes.
- 2025 : « Ken », éditions L'Avant-scène (théâtre).
- 2025 : « Les poissons ne meurent pas d'apnée », Éditions Les Cygnes.
- 2025 : « L'amour à la menthe », éditions Dacres.

### Autres œuvres
- 2009 : Direction d’atelier de théâtre, Eskişehir, institut culturel français d’Ankara, Turquie.
- 2022 : Création de la compagnie de théâtre « La Belle Équipe »